# Erich Deisler

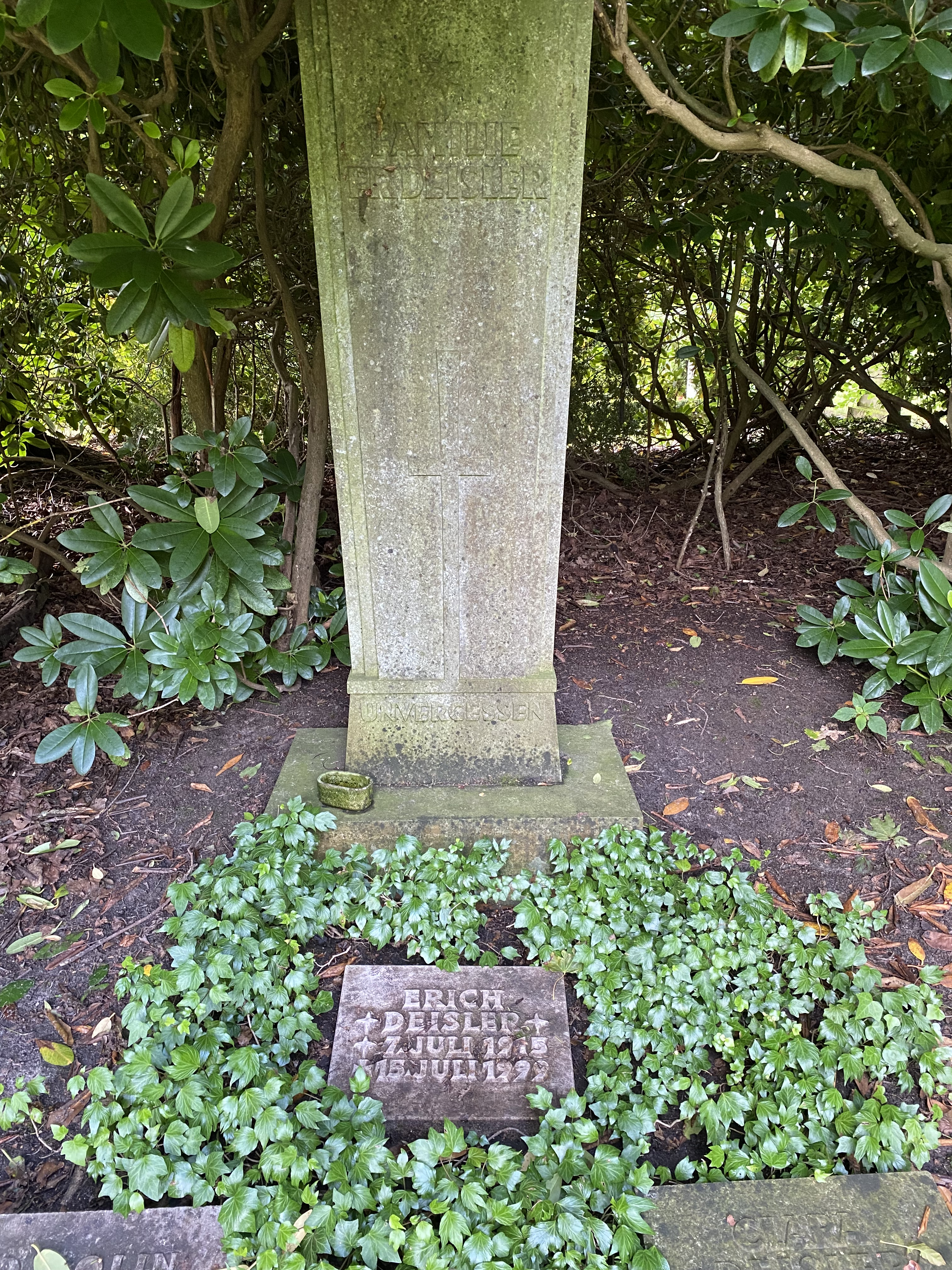
Grabstätte auf dem Friedhof Ohlsdorf

Erich Deisler (* 7. Juli 1915 in Hamburg; † 15. Juli 1999 ebenda) war ein deutscher Tischtennisspieler. Er war 1934 deutscher Meister im Einzel.

## Werdegang
Deisler begann als Zehnjähriger mit dem Tischtennisspielen. Er trat zunächst dem Verein SV St. Georg bei und wechselte 1930 zum Hamburger SV, bei dem er bis zu seinem Karriereende blieb.
Zwischen 1933 und 1936 bestritt er 10 Länderspiele. 1934 wurde er Deutscher Meister im Einzel, danach pausierte er zwei Jahre lang wegen des Wehrdienstes. 1937 erreichte der bei der Deutschen Meisterschaft das Endspiel, das er verlor. Mit seinem Verein Hamburger SV wurde er 1937 und 1938 Deutscher Mannschaftsmeister. Auch nach dem Zweiten Weltkrieg spielte er noch für den HSV und die Hamburger Stadtauswahl.
Von Beruf war Deisler Kinderarzt in Hamburg-Eilbek. Er war verheiratet und hatte einen Sohn (* 1957) und eine Tochter. Beigesetzt wurde Deisler in der Familiengrabstätte auf dem Friedhof Ohlsdorf im Planquadrat Bk 52. Sein Bruder Günther Deisler war in den 1930er Jahren Vorsitzender des Gaues Nordmark.

## Erfolge
- Teilnahme Tischtennisweltmeisterschaften mit der deutschen Mannschaft
  - 1933 in Baden: 7. Platz mit Herrenteam
  - 1936 in Prag: 11. Platz mit Herrenteam
- Nationale deutsche Meisterschaften
  - 1934 Braunschweig:  Einzel 1. Platz
  - 1937 Berlin:   Einzel 2. Platz (hinter Dieter Mauritz)
  - 1944 Breslau:  Doppel 3. Platz (mit Heinz Benthien)
  - 1947 Heppenheim: Doppel 4. Platz (mit Heinz Benthien), Mixed 3. Platz (mit Karin Lindberg)
  - 1948 Göttingen:   Doppel 3. Platz (mit Wahl)
- Internationale Deutsche Meisterschaften
  - 1933 Berlin:   Doppel 4. Platz (mit Paul Benthien)
  - 1935 Hamburg:   Doppel 3. Platz (mit Kurt Entholt)
  - 1938 Krefeld:   Einzel 3. Platz
- Deutsche Mannschaftsmeisterschaften
  - 1937 Frankfurt:  Sieger mit Hamburger SV
  - 1938 Hamburg:  Sieger mit Hamburger SV
- Gaumeisterschaften
  - 1933 Hamburg:  1. Platz mit Norddeutschland
  - 1934 Braunschweig:  1. Platz mit Nordmark

- Rangliste
  - 1934: 1. Platz in der deutschen Rangliste

## Turnierergebnisse
| Verband | Veranstaltung     | Jahr | Ort   | Land | Einzel     | Doppel    | Mixed        | Team |
| ------- | ----------------- | ---- | ----- | ---- | ---------- | --------- | ------------ | ---- |
| GER     | Weltmeisterschaft | 1936 | Prag  | TCH  | letzte 128 | letzte 64 | keine Teiln. | 11   |
| GER     | Weltmeisterschaft | 1933 | Baden | AUT  | Qual       | letzte 32 | keine Teiln. | 7    |